# Анна фон Лайнинген-Вестербург
Анна фон Лайнинген-Вестербург (на немски: Anna von Leiningen-Westerburg; * 1535; † 1590) е графиня от Лайнинген-Вестербург и чрез женитба графиня на Мандершайд, господарка на Кайл-Фалкенщайн в Рейнланд-Пфалц.

## Произход
Тя е дъщеря на граф Куно II фон Лайнинген-Вестербург (1487 – 1547) и съпругата му Мария фон Щолберг-Вернигероде (1507 – 1571), дъщеря на граф Бото цу Щолберг (1467 – 1538) и графиня Анна фон Епщайн-Кьонигщайн (1481 – 1538).

## Фамилия
Анна фон Лайнинген-Вестербург се омъжва на 14 юли 1561 г. за граф Дитрих I фон Мандершайд, господар на Кайл-Фалкенщайн (* 1531 или 1532; † 1577), син на граф Якоб фон Мандершайд, господар на Кайл-Фалкенщайн († 1562) и баронеса Анна фон Салм († 1557). Те имат децата:
- Дитрих II фон Мандершайд-Кайл (* 1563 или 1564; † 1613), граф на Мандершайд, господар на Кайл-Фалкенщайн, женен на 12 януари 1592 г. за Анна Амалия фон Мандершайд-Шлайден (* 8 август 1570; † 16 юли 1603), дъщеря на граф Йоахим фон Мандершайд-Шлайден-Нойербург-Вирнебург, господар на Меерфелд-Бетенфелд, губернатор на Люксембург († 1582) и графиня Магдалена фон Насау-Висбаден-Идщайн (1546 – 1604), дъщеря на граф Адолф IV фон Насау-Висбаден-Идщайн
- Йохан Герхард фон Мандершайд-Кайл (* 1565; † 15 февруари 1616), граф на Мандершайд-Кайл
- Йохан Филип фон Мандершайд-Кайл († 1585/1586)